# Laurenz Müllner
Laurenz Müllner (* 29. Juli 1848 in Böhmisch Grillowitz, Mähren; † 28. November 1911 in Meran) war ein österreichischer Philosoph, Theologe, Dekan und Rektor an der Katholisch-Theologischen Fakultät der Universität Wien.

## Leben
Laurenz Müllner war der Sohn eines Großgrund- und Ziegeleibesitzers.
Nach dem Studium der Philosophie und der katholischen Theologie in Brünn und Wien empfing Müllner 1871 die Priesterweihe. Danach wurde er Kooperator in Marchegg und 1875 in Wien-Leopoldstadt.
1876 wurde er in Philosophie an der Universität Innsbruck promoviert. Ab 1880 hielt Müllner an der theologischen Fakultät in Wien Vorträge über philosophische sowie theologische Propädeutik und 1883 wurde er dort außerordentlicher Professor für christliche Philosophie.
Müllners Interesse an der Naturphilosophie und für Darwins Entwicklungslehre führten zu einer Denunziation: Müllner wurde beschuldigt, ein „Reformkatholik“ zu sein. Nachdem er sich im Winter 1886/1887 gegenüber der römischen Kurie gegen diesen Vorwurf erfolgreich verteidigt hatte, wurde er 1887 ordentlicher Professor der theologischen Fakultät der Universität Wien. In den Jahren 1891/1892 war er Dekan, 1894/1895 Rektor. Seine Inaugurationsrede behandelte das Thema Die Bedeutung Galileis für die Philosophie. Als Rektor setzte er sich insbesondere für die Freiheit der Forschung ein und verteidigte die Autonomie der Universität gegen den niederösterreichischen Landtag. Ab 1896 war er ordentlicher Professor für Philosophie an der philosophischen Fakultät der Wiener Universität. 
Müllners künstlerische und literarische Artikel wurden in der klerikalen Zeitung Vaterland veröffentlicht.
Mit der Schriftstellerin Marie Eugenie Delle Grazie, die er förderte, teilte er die Abneigung gegen Goethe, was auch in der Wertschätzung von Alexander Baumgartners Goethemonographie zum Ausdruck kam.
Er soll gesagt haben: „Ach, alle Philosophie ist doch nichts Anderes als ein sehr schönes Gedankenspiel!“